# Roberta Carreri
Roberta Carreri (Milano, 29 giugno 1953) è un'attrice teatrale italiana.

## Biografia
Aderì alla compagnia teatrale Odin Teatret di Eugenio Barba nel 1974, in occasione dell'esibizione del gruppo a Carpignano Salentino, in provincia di Lecce. 
Le sue esperienze sono presentate in The Actor's Way, edito da Erik Exe Christoffersen, e in Tracce. Training e storia di un'attrice dell'Odin Teatret, edito da Il principe costante Edizioni. Oltre a performance, dimostrazioni e laboratori, dirige due volte all'anno l'Odin Week a Holstebro. 

Ha recitato in  Il libro delle danze, Vieni!, E il giorno sarà nostro, Anabasis, Il Milione, Le ceneri di Brecht, Il gospel secondo Oxyrhincus, Judith, Kaosmos, Nello scheletro della balena, Mythos, Sale, Grandi città sotto la luna, Il sogno di Andersen, La vita cronica, Fiori per Torgeir, L'albero,Tebe al tempo della febbre gialla. Tra le sue dimostrazioni di lavoro si ricordano Orme sulla neve e Dialogo tra due attori. 
| Controllo di autorità | VIAF (EN) 90237866 · ISNI (EN) 0000 0004 1969 8402 · SBN LO1V253758 · LCCN (EN) n2014004963 · BNF (FR) cb16753370z (data) · J9U (EN, HE) 987011050439105171 |